# شلل تحليلي

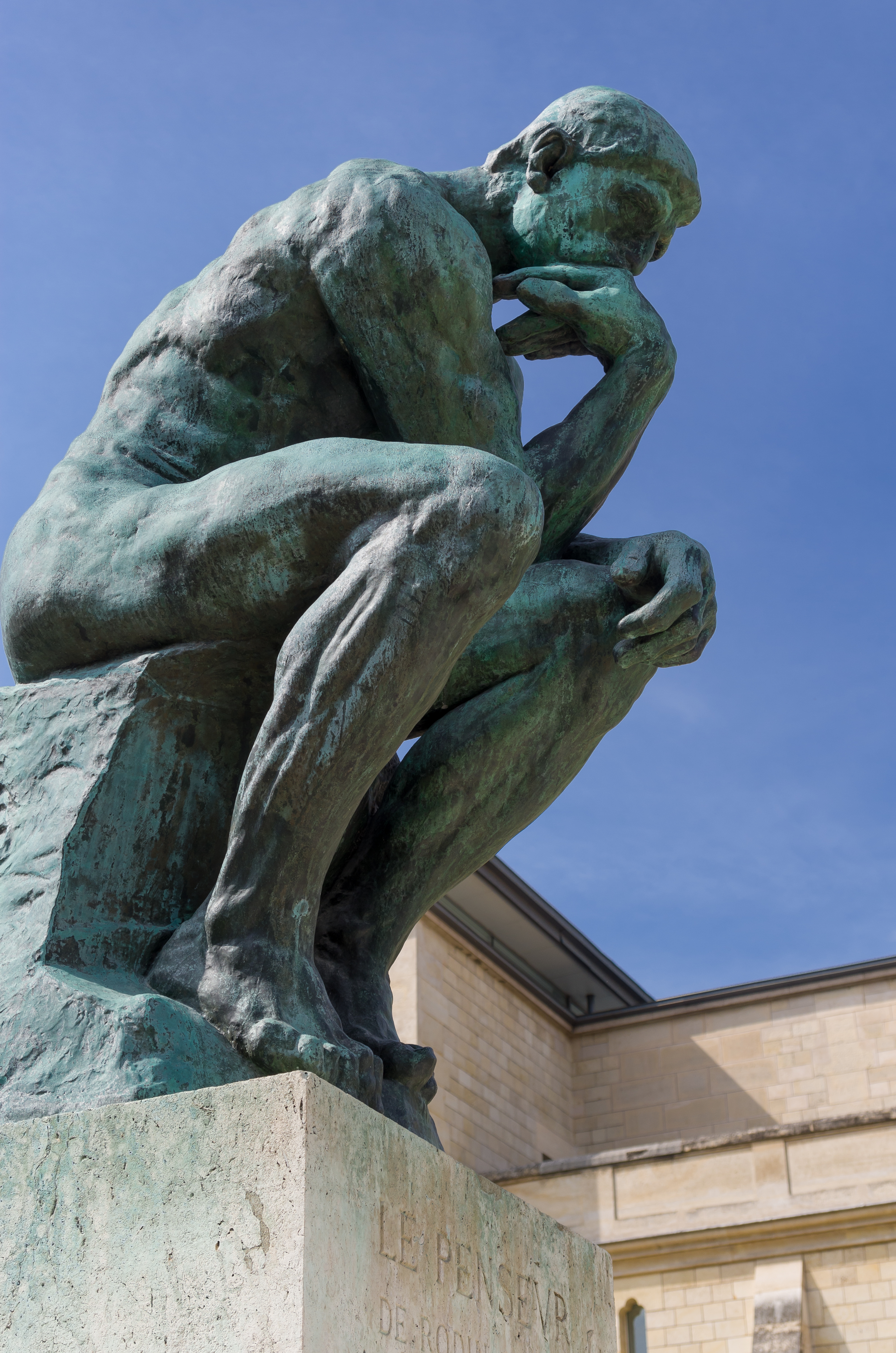
تمثال المفكر

الشلل التحليلي (بالإنجليزية: Analysis Paralysis)‏ هو عبارة عن الشلل وهو مجازاً العجز عن اتخاذ القرار، والذي ينجم عن التحليل المفرط للوضعية التي تستدعي التدخل السريع.
بمعنى آخر، الشلل التحليلي يصف عملية فردية أو جماعية، والتي يؤدي فيها التحليل الزائد أو الإفراط في التفكير في موقف معين إلى أن تصبح عملية اتخاذ القرار «مشلولة»، مما يعني أنه لا يتم اتخاذ قرار بشأن أي حل للموقف، خوفاً من أن يتسبب ذلك القرار بخطأ ما أو بمشكلة أكبر.
الشلل التحليلي يحدث عندما يتفوق الخوف من إما ارتكاب خطأ ما أو عدم اتخاذ القرار الأفضل على التوقعات الحقيقية أو القيمة المحتملة للنجاح في قرار يُتخذ في الوقت المناسب. هذا الخلل يؤدي إلى اتخاذ القرارات المكبوتة في جهد غير واع للحفاظ على الخيارات الحالية المتاحة. كثرة الخيارات قد تؤدي إلى تعقيد الموقف وجعله مُربكاً والذي ينتج عنه «شلل» في التحليل، مما يجعل الشخص غير قادر على الوصول إلى نتيجة.